# Святой Павел (линейный корабль, 1784)
«Святой Павел» — 66-пушечный парусный линейный корабль Черноморского флота Российской империи. Один из пяти кораблей типа «Слава Екатерины», строившихся на Херсонской верфи. Был заложен 7 (18) июля 1780 года, спущен на воду 12 (23) декабря 1784 года. Строительство вёл С. И. Афанасьев по чертежам А. С. Катасанова.
Корабли данного типа имели такие же главные размерения, как и корабли, строившиеся в Архангельске: 48,8×13,5×5,8 м. Вооружались 30-, 12-, 8- или 6-фунтовыми пушками (всего от 66 до 72 орудий) и четырьмя «единорогами»). В мирное время экипаж составлял 476 человек, в случае войны мог увеличиваться до 688 человек.
Участвовал в Русско-турецкой войне 1787—1791 годов.

## История службы
В 1785 году корабль перешёл из Херсона в Севастополь, где причалил к мысу, который в его честь стал именоваться Павловским. В 1786 году «Святой Павел» корабль в составе эскадры ходил в практическое плавание в Чёрное море.
22 мая 1787 года корабль принимал участие Высочайшем смотре флота на Севастопольском рейде, после которого до 12 августа был в практическом плавании.

### Русско-турецкая война
31 августа 1787 года с эскадрой контр-адмирала графа М. И. Войновича «Святой Павел» вышел из Севастополя и направился к Варне для поиска турецких кораблей. 8 сентября у мыса Калиакра русская эскадра попала в сильный пятидневный шторм, во время которого корабль лишился двух мачт (грот и бизань) и используя одну только фок-мачту 21 сентября вернулся в Севастополь.
18 июня 1788 года с эскадрой Войновича корабль направился из Севастополя к Очакову на поиск турецкого флота. 3 июля «Святой Павел» принял участие в сражении у Фидониси, после которого до 5 июля русская эскадра преследовала неприятельские корабли. 19 июля эскадра вернулась в Севастополь.

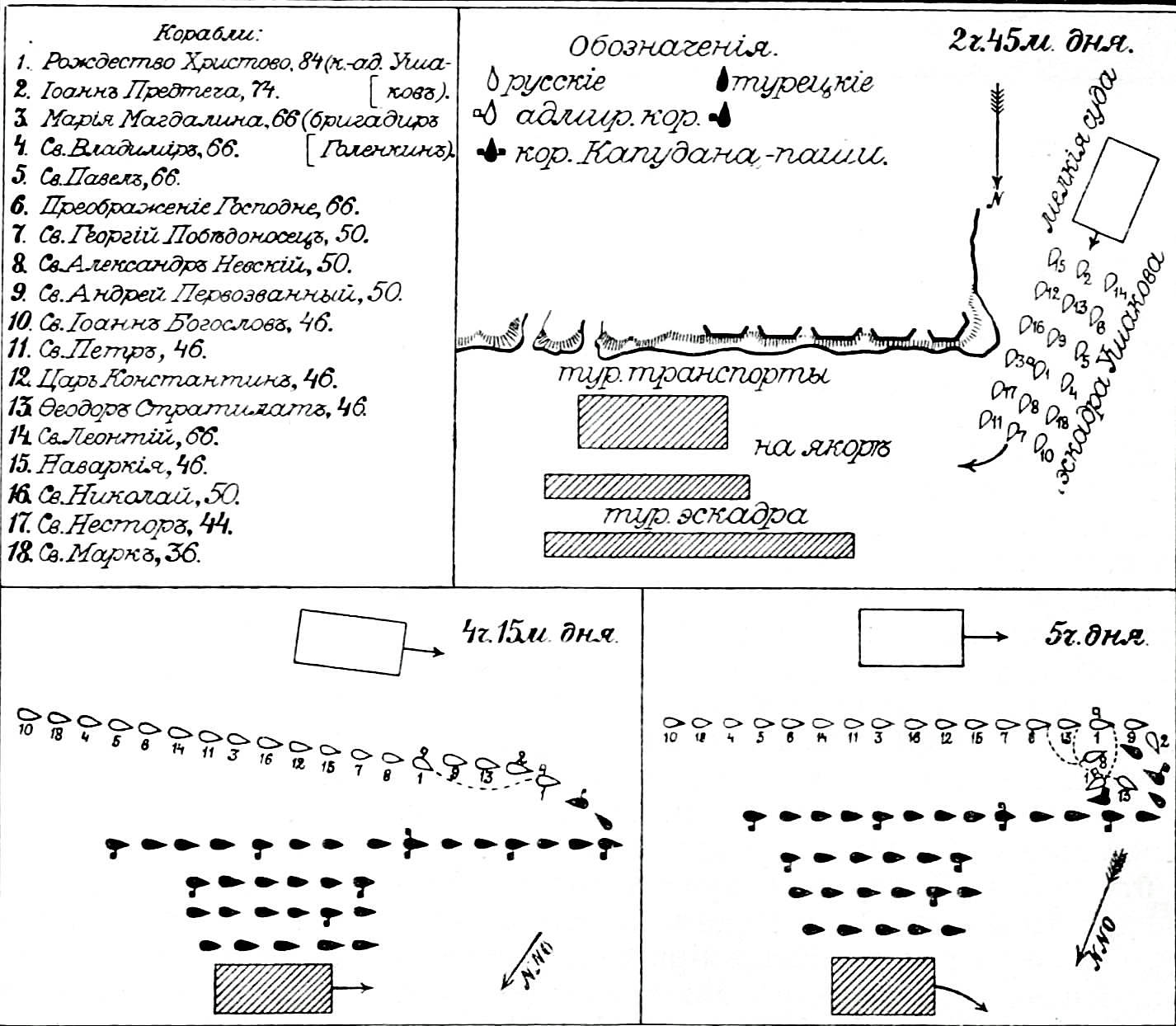
Битва при Калиакрии 1791 (из статьи «Калиакрия» «Военная энциклопедия Сытина»). Линейный корабль Св. Павел в ордере русских показан позицией 5.

После этого корабль в августе и ноябре 1788 года выходил в море и оба раза попадал в сильные штормы. С сентября по ноябрь 1789 года в качестве головного корабля эскадры Ф. Ф. Ушакова крейсировал в районе острова Тендра и устья Дуная, а с июля по сентябрь следующего года — в Чёрном море с целью поиска судов противника.
8 июля корабль принял участие в Керченском сражении, 28 августа — в сражении у мыса Тендра.
В октябре—ноябре 1790 года корабль в составе эскадры прикрывал проход русских гребных судов из Днепра в Дунай, а 10 июля 1791 года с эскадрой контр-адмирала Ф. Ф. Ушакова вновь вышел из Севастополя на поиск кораблей Турции. С 12 по 15 июля эскадра преследовала турок, которым, тем не менее, удалось оторваться благодаря начавшемуся шторму.
31 июля «Святой Павел» принимал участие в сражении при Калиакрии, а 20 августа вернулся в Севастополь.
После 1794 года корабль был разобран.

## Командиры
Командирами линейного корабля «Святой Павел» в составе российского флота в разное время служили:
1. 1784—1788 — Ф. Ф. Ушаков;
2. 1789—1791 — К. А. Шапилов.